# Ronde van Catalonië 2016
De 96e editie van de Ronde van Catalonië (Catalaans: Volta a Catalunya) was een wielerwedstrijd die startte op 21 maart en eindigde op 27 maart 2016. De ronde maakte deel uit van de UCI World Tour 2016. De titelverdediger was de Australiër Richie Porte. Deze editie werd gewonnen door de Colombiaan Nairo Quintana

## Deelnemende ploegen
| 18 UCI World Tour-ploegen | 18 UCI World Tour-ploegen | 18 UCI World Tour-ploegen | 6 wildcards                      |
| ------------------------- | ------------------------- | ------------------------- | -------------------------------- |
| AG2R La Mondiale          | FDJ                       | LottoNL-Jumbo             | Caja Rural-Seguros RGA           |
| Astana                    | Giant-Alpecin             | Movistar                  | Cofidis                          |
| BMC Racing Team           | IAM Cycling               | Orica-BikeExchange        | CCC Sprandi Polkowice            |
| Cannondale                | Katjoesja                 | Team Sky                  | Team Roompot Oranje Peloton      |
| Dimension Data            | Lampre-Merida             | Tinkoff                   | Verva ActiveJet Pro Cycling Team |
| Etixx-Quick Step          | Lotto Soudal              | Trek-Segafredo            | Wanty-Groupe Gobert              |
|                           |                           |                           |                                  |
|                           |                           |                           |                                  |

## Startlijst
BMC Racing Team
- 1.  Richie Porte
- 2.  Philippe Gilbert
- 3.  Rohan Dennis
- 4.  Tejay van Garderen
- 5.  Ben Hermans
- 6.  Darwin Atapuma
- 7.  Samuel Sánchez
- 8.  Brent Bookwalter

Movistar Team
- 11.  Nairo Quintana
- 12.  Rubén Fernández
- 13.  Winner Anacona
- 14.  Imanol Erviti
- 15.  José Herrada
- 16.  Javier Moreno
- 17.  Dayer Quintana
- 18.  Marc Soler

Team Katjoesja
- 21.  Joaquim Rodríguez
- 22.  Ilnoer Zakarin
- 23.  Aleksej Tsatevitsj
- 24.  Rein Taaramäe
- 25.  Pavel Kotsjetkov
- 26.  Matvej Mamykin
- 27.  Anton Vorobjov
- 28.  Alberto Losada

Team Sky
- 31.  Christopher Froome
- 32.  Geraint Thomas
- 33.  Mikel Nieve
- 34.  Ben Swift
- 35.  Wout Poels
- 36.  Nicolas Roche
- 37.  Vasil Kiryjenka
- 38.  Ian Boswell

Etixx-Quick Step
- 41.  Daniel Martin
- 42.  Carlos Verona
- 43.  Maxime Bouet
- 44.  Gianni Meersman
- 45.  Laurens De Plus
- 46.  Julian Alaphilippe
- 47.  Petr Vakoč
- 48.  David de la Cruz

Astana Pro Team
- 51.  Fabio Aru
- 52.  Miguel Angel López
- 53.  Tanel Kangert
- 54.  Paolo Tiralongo
- 55.  Dario Cataldo
- 56.  Davide Malacarne
- 57.  Andrej Zejts
- 58. —

Tinkoff
- 61.  Alberto Contador
- 62.  Yury Trofimov
- 63.  Jesper Hansen
- 64.  Jesús Hernández
- 65.  Matteo Tosatto
- 66.  Evgeny Petrov
- 67.  Paweł Poljański
- 68.  Ivan Rovny

ORICA BikeExchange
- 71.  Esteban Chaves
- 72.  Daryl Impey
- 73.  Rubén Plaza Molina
- 74.  Simon Gerrans
- 75.  Damien Howson
- 76.  Christian Meier
- 77.  Jack Haig
- 78.  Amets Txurruka

Lotto-Soudal
- 81.  Bart De Clercq
- 82.  Rafael Valls
- 83.  Tosh Van der Sande
- 84.  Sander Armée
- 85.  Thomas De Gendt
- 86.  Kris Boeckmans
- 87.  Tomasz Marczyński
- 88.  Louis Vervaeke

Team Giant-Alpecin
- 91.  Tom Dumoulin
- 92.  Warren Barguil
- 93.  Nikias Arndt
- 94.  Johannes Fröhlinger
- 95.  Tobias Ludvigsson
- 96.  Sindre Lunke
- 97.  Georg Preidler
- 98.  Laurens ten Dam

Ag2r-La Mondiale
- 101.  Domenico Pozzovivo
- 102.  Romain Bardet
- 103.  Mikaël Cherel
- 104.  Guillaume Bonnafond
- 105.  Hubert Dupont
- 106.  Ben Gastauer
- 107.  Axel Domont
- 108.  Sébastien Minard

Lampre-Merida
- 111.  Davide Cimolai
- 112.  Jan Polanc
- 113.  Ilja Kasjavy
- 114.  Kristijan Đurasek
- 115.  Tsgabu Grmay
- 116.  Louis Meintjes
- 117.  Matej Mohorič
- 118.  Matteo Bono

Trek-Segafredo
- 121.  Ryder Hesjedal
- 122.  Haimar Zubeldia
- 123.  Julián Arredondo
- 124.  Eugenio Alafaci
- 125.  Julien Bernard
- 126.  Kiel Reijnen
- 127.  Peter Stetina
- 128.  Riccardo Zoidl

TeamLottoNL-Jumbo
- 131.  Robert Gesink
- 132.  Wilco Kelderman
- 133.  Steven Kruijswijk
- 134.  Bert-Jan Lindeman
- 135.  Koen Bouwman
- 136.  Martijn Keizer
- 137.  Primož Roglič
- 138.  Alexey Vermeulen

FDJ
- 141.  Kévin Reza
- 142.  Sébastien Chavanel
- 143.  Arnaud Courteille
- 144.  Pierre-Henri Lecuisinier
- 145.  Jérémy Maison
- 146.  Lorrenzo Manzin
- 147.  Cédric Pineau
- 148.  Benoît Vaugrenard

Cannondale-Drapac
- 151.  Rigoberto Urán
- 152.  Benjamin King
- 153.  Davide Formolo
- 154.  André Cardoso
- 155.  Nathan Brown
- 156.  Joe Dombrowski
- 157.  Alex Howes
- 158.  Michael Woods

IAM Cycling
- 161.  Mathias Frank
- 162.  Martin Elmiger
- 163.  Jarlinson Pantano
- 164.  Jonas Van Genechten
- 165.  Stef Clement
- 166.  Larry Warbasse
- 167.  Marcel Wyss
- 168.  Oliver Zaugg

Dimension Data
- 171.  Igor Antón
- 172.  Bernhard Eisel
- 173.  Omar Fraile
- 174.  Merhawi Kudus
- 175.  Cameron Meyer
- 176.  Adrien Niyonshuti
- 177.  Kanstantsin Siwtsow
- 178.  Johann van Zyl

Caja Rural-Seguros RGA
- 181.  Javier Aramendia
- 182.  David Arroyo
- 183.  Carlos Barbero
- 184.  Hugh Carthy
- 185.  Lluís Mas Bonet
- 186.  Antonio Molina
- 187.  Sergio Pardilla
- 188.  Eduard Prades

Cofidis
- 191.  Borut Božič
- 192.  Nacer Bouhanni
- 193.  Romain Hardy
- 194.  Nicolas Edet
- 195.  Rudy Molard
- 196.  Daniel Navarro
- 197.  Stephane Rossetto
- 198.  Geoffrey Soupe

CCC Sprandi Polkowice
- 201.  Davide Rebellin
- 202.  Víctor de la Parte
- 203.  Jan Hirt
- 204.  Felix Großschartner
- 205.  Marcin Mrożek
- 206.  Łukasz Owsian
- 207.  Sylwester Szmyd
- 208.  Mateusz Taciak

Roompot-Oranje Peloton
- 211.  Huub Duyn
- 212.  Reinier Honig
- 213.  Johnny Hoogerland
- 214.  Maurits Lammertink
- 215.  Antwan Tolhoek
- 216.  Nick van der Lijke
- 217.  Etienne van Empel
- 218.  Pieter Weening

Verva Activejet
- 221.  Paweł Cieślik
- 222.  Paweł Franczak
- 223.  Kamil Gradek
- 224.  Karel Hník
- 225.  Jonas Koch
- 226.  Michał Podlaski
- 227.  Adam Stachowiak
- 228.  Jordi Simón

Wanty-Groupe Gobert
- 231.  Enrico Gasparotto
- 232.  Jérôme Baugnies
- 233.  Gaëtan Bille
- 234.  Thomas Degand
- 235.  Frederik Veuchelen
- 236.  Boris Dron
- 237.  Marco Minnaard
- 238.  Björn Thurau

## Uitslagen
| Etappe | Datum    | Start - Finish                         | Afstand | Type       | Winnaar            | Klassementsleider |
| ------ | -------- | -------------------------------------- | ------- | ---------- | ------------------ | ----------------- |
| 1      | 21 maart | Calella - Calella                      | 175,8   | Heuvelrit  | Nacer Bouhanni     | Nacer Bouhanni    |
| 2      | 22 maart | Mataró - Olot                          | 178,8   | Vlakke rit | Nacer Bouhanni     | Nacer Bouhanni    |
| 3      | 23 maart | Girona - La Molina                     | 172,1   | Bergrit    | Daniel Martin      | Daniel Martin     |
| 4      | 24 maart | Bagá - Port Ainé                       | 172,2   | Bergrit    | Thomas De Gendt    | Nairo Quintana    |
| 5      | 25 maart | Rialp - Valls                          | 187,2   | Heuvelrit  | Wout Poels         | Nairo Quintana    |
| 6      | 26 maart | Sant Joan Despi - Vilanova i la Geltru | 197,2   | Vlakke rit | Davide Cimolai     | Nairo Quintana    |
| 7      | 27 maart | Barcelona - Barcelona (Montjuïc)       | 136,4   | Heuvelrit  | Aleksej Tsatevitsj | Nairo Quintana    |

## Etappe-uitslagen

### 1e etappe
| Calella – Calella (175,8 km) |                    |                                  |          |
| Plaats                       | Naam               | Ploeg                            | Tijd     |
| Winnaar                      | Nacer Bouhanni     | Cofidis                          | 4u28'51" |
| 2                            | Ben Swift          | Team Sky                         | z.t.     |
| 3                            | Daryl Impey        | Orica GreenEDGE                  | z.t.     |
| 4                            | Enrico Gasparotto  | Wanty-Groupe Gobert              | z.t.     |
| 5                            | Aleksej Tsatevitsj | Team Katjoesja                   | z.t.     |
| 6                            | Carlos Barbero     | Caja Rural-Seguros RGA           | z.t.     |
| 7                            | Simón Jordi        | Verva ActiveJet Pro Cycling Team | z.t.     |
| 8                            | Kévin Réza         | FDJ                              | z.t.     |
| 9                            | Eduard Prades      | Caja Rural-Seguros RGA           | z.t.     |
| 10                           | Georg Preidler     | Team Giant-Alpecin               | z.t.     |
|                              |                    |                                  |          |
| 14                           | Philippe Gilbert   | BMC Racing Team                  | z.t.     |
| 15                           | Nick van der Lijke | Roompot-Oranje Peloton           | z.t.     |

| Algemeen klassement |                    |                        |          |
| Plaats              | Naam               | Ploeg                  | Tijd     |
|                     | Nacer Bouhanni     | Cofidis                | 4u28'41" |
| 2                   | Ben Swift          | Team Sky               | + 4"     |
| 3                   | Daryl Impey        | Orica GreenEDGE        | + 6"     |
| 4                   | Louis Vervaeke     | Lotto Soudal           | + 7"     |
| 5                   | Javier Moreno      | Movistar Team          | + 8"     |
| 6                   | Rubén Fernández    | Movistar Team          | + 9"     |
| 7                   | Cameron Meyer      | Dimension Data         | z.t.     |
| 8                   | Enrico Gasparotto  | Wanty-Groupe Gobert    | + 10"    |
| 9                   | Aleksej Tsatevitsj | Team Katjoesja         | z.t.     |
| 10                  | Carlos Barbero     | Caja Rural-Seguros RGA | z.t.     |
|                     |                    |                        |          |
| 19                  | Nick van der Lijke | Roompot-Oranje Peloton | z.t.     |

### 2e etappe
| Mataró – Olot (178,8 km) |                     |                                  |          |
| Plaats                   | Naam                | Ploeg                            | Tijd     |
| Winnaar                  | Nacer Bouhanni      | Cofidis                          | 4u39'10" |
| 2                        | Gianni Meersman     | Etixx-Quick Step                 | z.t.     |
| 3                        | Philippe Gilbert    | BMC Racing Team                  | z.t.     |
| 4                        | Aleksej Tsatevitsj  | Team Katjoesja                   | z.t.     |
| 5                        | Carlos Barbero      | Caja Rural-Seguros RGA           | z.t.     |
| 6                        | Kiel Reijnen        | Trek-Segafredo                   | z.t.     |
| 7                        | Enrico Gasparotto   | Wanty-Groupe Gobert              | z.t.     |
| 8                        | Jonas Van Genechten | IAM Cycling                      | z.t.     |
| 9                        | Paweł Franczak      | Verva ActiveJet Pro Cycling Team | z.t.     |
| 10                       | Kévin Réza          | FDJ                              | z.t.     |
|                          |                     |                                  |          |
| 19                       | Wout Poels          | Team Sky                         | z.t.     |

| Algemeen klassement |                    |                  |          |
| Plaats              | Naam               | Ploeg            | Tijd     |
|                     | Nacer Bouhanni     | Cofidis          | 9u07'41" |
| 2                   | Ben Swift          | Team Sky         | + 14"    |
| 3                   | Thomas De Gendt    | Lotto Soudal     | z.t.     |
| 4                   | Daryl Impey        | Orica GreenEDGE  | + 16"    |
| 5                   | Philippe Gilbert   | BMC Racing Team  | z.t.     |
| 6                   | Maxime Bouet       | Etixx-Quick Step | z.t.     |
| 7                   | Louis Vervaeke     | Lotto Soudal     | + 17"    |
| 8                   | Javier Moreno      | Movistar Team    | + 18"    |
| 9                   | Rubén Fernández    | Movistar Team    | + 19"    |
| 10                  | Aleksej Tsatevitsj | Team Katjoesja   | + 20"    |
|                     |                    |                  |          |
| 21                  | Wout Poels         | Team Sky         | z.t.     |

### 3e etappe
| Girona – La Molina (172,1 km) |                    |                             |          |
| Plaats                        | Naam               | Ploeg                       | Tijd     |
| Winnaar                       | Daniel Martin      | Etixx-Quick Step            | 5u00'27" |
| 2                             | Alberto Contador   | Tinkoff                     | + 2"     |
| 3                             | Romain Bardet      | AG2R La Mondiale            | z.t.     |
| 4                             | Tejay van Garderen | BMC Racing Team             | z.t.     |
| 5                             | Richie Porte       | BMC Racing Team             | + 9"     |
| 6                             | Davide Formolo     | Cannondale Pro Cycling Team | + 11"    |
| 7                             | Ilnoer Zakarin     | Team Katjoesja              | + 12"    |
| 8                             | Chris Froome       | Team Sky                    | z.t.     |
| 9                             | Hugh Carthy        | Caja Rural-Seguros RGA      | + 18"    |
| 10                            | Rigoberto Urán     | Cannondale Pro Cycling Team | z.t.     |
|                               |                    |                             |          |
| 17                            | Wout Poels         | Team Sky                    | + 22"    |
| 24                            | Bart De Clercq     | Lotto Soudal                | z.t.     |

| Algemeen klassement |                    |                             |           |
| Plaats              | Naam               | Ploeg                       | Tijd      |
|                     | Daniel Martin      | Etixx-Quick Step            | 14u08'18" |
| 2                   | Alberto Contador   | Tinkoff                     | + 6"      |
| 3                   | Romain Bardet      | AG2R La Mondiale            | + 8"      |
| 4                   | Tejay van Garderen | BMC Racing Team             | + 12"     |
| 5                   | Nairo Quintana     | Movistar Team               | + 19"     |
| 6                   | Richie Porte       | BMC Racing Team             | z.t.      |
| 7                   | Davide Formolo     | Cannondale Pro Cycling Team | + 21"     |
| 8                   | Chris Froome       | Team Sky                    | + 22"     |
| 9                   | Ilnoer Zakarin     | Team Katjoesja              | z.t.      |
| 10                  | Geraint Thomas     | Team Sky                    | + 28"     |
|                     |                    |                             |           |
| 17                  | Wout Poels         | Team Sky                    | + 32"     |
| 20                  | Bart De Clercq     | Lotto Soudal                | z.t.      |

### 4e etappe
| Bagá – Port Áine (172,2 km) |                    |                        |          |
| Plaats                      | Naam               | Ploeg                  | Tijd     |
| Winnaar                     | Thomas De Gendt    | Lotto Soudal           | 4u52'04" |
| 2                           | Nairo Quintana     | Movistar Team          | + 1'08"  |
| 3                           | Richie Porte       | BMC Racing Team        | + 1'23"  |
| 4                           | Alberto Contador   | Tinkoff                | z.t.     |
| 5                           | Tejay van Garderen | BMC Racing Team        | + 1'36"  |
| 6                           | Pieter Weening     | Roompot-Oranje Peloton | z.t.     |
| 7                           | Ilnoer Zakarin     | Team Katjoesja         | + 1'41"  |
| 8                           | Chris Froome       | Team Sky               | + 1'45"  |
| 9                           | Romain Bardet      | AG2R La Mondiale       | z.t.     |
| 10                          | Daniel Martin      | Etixx-Quick Step       | z.t.     |

| Algemeen klassement |                    |                             |           |
| Plaats              | Naam               | Ploeg                       | Tijd      |
|                     | Nairo Quintana     | Movistar Team               | 19u01'43" |
| 2                   | Alberto Contador   | Tinkoff                     | + 8"      |
| 3                   | Richie Porte       | BMC Racing Team             | + 17"     |
| 4                   | Daniel Martin      | Etixx-Quick Step            | + 24"     |
| 5                   | Tejay van Garderen | BMC Racing Team             | + 27"     |
| 6                   | Romain Bardet      | AG2R La Mondiale            | + 32"     |
| 7                   | Ilnoer Zakarin     | Team Katjoesja              | + 42"     |
| 8                   | Chris Froome       | Team Sky                    | + 46"     |
| 9                   | Hugh Carthy        | Caja Rural-Seguros RGA      | + 1'01"   |
| 10                  | Rigoberto Urán     | Cannondale Pro Cycling Team | + 1'16"   |
|                     |                    |                             |           |
| 20                  | Louis Vervaeke     | Lotto Soudal                | + 2'03"   |
| 29                  | Steven Kruijswijk  | Team LottoNL-Jumbo          | + 3'11"   |

### 5e etappe
| Rialp – Valls (187,2 km) |                     |                     |          |
| Plaats                   | Naam                | Ploeg               | Tijd     |
| Winnaar                  | Wout Poels          | Team Sky            | 3u59'03" |
| 2                        | Dario Cataldo       | Astana Pro Team     | + 11"    |
| 3                        | Gaëtan Bille        | Wanty-Groupe Gobert | z.t.     |
| 4                        | Kanstantsin Siwtsow | Dimension Data      | z.t.     |
| 5                        | Carlos Verona       | Etixx-Quick Step    | + 13"    |
| 6                        | Simon Gerrans       | Orica GreenEDGE     | + 33"    |
| 7                        | Aleksej Tsatevitsj  | Team Katjoesja      | z.t.     |
| 8                        | Enrico Gasparotto   | Wanty-Groupe Gobert | z.t.     |
| 9                        | Davide Cimolai      | Lampre-Merida       | z.t.     |
| 10                       | Ben Swift           | Team Sky            | z.t.     |

| Algemeen klassement |                    |                             |           |
| Plaats              | Naam               | Ploeg                       | Tijd      |
|                     | Nairo Quintana     | Movistar Team               | 23u01'19" |
| 2                   | Alberto Contador   | Tinkoff                     | + 7"      |
| 3                   | Richie Porte       | BMC Racing Team             | + 17"     |
| 4                   | Daniel Martin      | Etixx-Quick Step            | + 21"     |
| 5                   | Tejay van Garderen | BMC Racing Team             | + 27"     |
| 6                   | Romain Bardet      | AG2R La Mondiale            | + 32"     |
| 7                   | Ilnoer Zakarin     | Team Katjoesja              | + 42"     |
| 8                   | Chris Froome       | Team Sky                    | + 46"     |
| 9                   | Hugh Carthy        | Caja Rural-Seguros RGA      | + 1'01"   |
| 10                  | Rigoberto Urán     | Cannondale Pro Cycling Team | + 1'16"   |
|                     |                    |                             |           |
| 20                  | Louis Vervaeke     | Lotto Soudal                | + 2'03"   |
| 31                  | Robert Gesink      | Team LottoNL-Jumbo          | + 4'46"   |

### 6e etappe
| Sant Joan Despi – Vilanova i la Geltru (197,2 km) |                     |                    |          |
| Plaats                                            | Naam                | Ploeg              | Tijd     |
| Winnaar                                           | Davide Cimolai      | Lampre-Merida      | 4u35'13" |
| 2                                                 | Nikias Arndt        | Team Giant-Alpecin | z.t.     |
| 3                                                 | Tosh Van der Sande  | Lotto Soudal       | z.t.     |
| 4                                                 | Simon Gerrans       | Orica GreenEDGE    | z.t.     |
| 5                                                 | Daryl Impey         | Orica GreenEDGE    | z.t.     |
| 6                                                 | Petr Vakoč          | Etixx-Quick Step   | z.t.     |
| 7                                                 | Aleksej Tsatevitsj  | Team Katjoesja     | z.t.     |
| 8                                                 | Jonas Van Genechten | IAM Cycling        | z.t.     |
| 9                                                 | Bert-Jan Lindeman   | Team LottoNL-Jumbo | z.t.     |
| 10                                                | Lorrenzo Manzin     | FDJ                | z.t.     |

| Algemeen klassement |                    |                             |           |
| Plaats              | Naam               | Ploeg                       | Tijd      |
|                     | Nairo Quintana     | Movistar Team               | 23u07'41" |
| 2                   | Alberto Contador   | Tinkoff                     | + 7"      |
| 3                   | Richie Porte       | BMC Racing Team             | + 17"     |
| 4                   | Daniel Martin      | Etixx-Quick Step            | + 18"     |
| 5                   | Tejay van Garderen | BMC Racing Team             | + 27"     |
| 6                   | Romain Bardet      | AG2R La Mondiale            | + 31"     |
| 7                   | Ilnoer Zakarin     | Team Katjoesja              | + 42"     |
| 8                   | Chris Froome       | Team Sky                    | + 46"     |
| 9                   | Hugh Carthy        | Caja Rural-Seguros RGA      | + 1'01"   |
| 10                  | Rigoberto Urán     | Cannondale Pro Cycling Team | + 1'16"   |
|                     |                    |                             |           |
| 20                  | Louis Vervaeke     | Lotto Soudal                | + 2'03"   |
| 31                  | Robert Gesink      | Team LottoNL-Jumbo          | + 4'46"   |

### 7e etappe
| Barcelona – Barcelona (136,4 km) |                    |                             |          |
| Plaats                           | Naam               | Ploeg                       | Tijd     |
| Winnaar                          | Aleksej Tsatevitsj | Team Katjoesja              | 3u13'33" |
| 2                                | Primož Roglič      | Team LottoNL-Jumbo          | z.t.     |
| 3                                | Jarlinson Pantano  | IAM Cycling                 | + 14"    |
| 4                                | Wout Poels         | Team Sky                    | z.t.     |
| 5                                | Daryl Impey        | Orica GreenEDGE             | z.t.     |
| 6                                | Rigoberto Urán     | Cannondale Pro Cycling Team | z.t.     |
| 7                                | Rudy Molard        | Cofidis                     | z.t.     |
| 8                                | Romain Bardet      | AG2R La Mondiale            | z.t.     |
| 9                                | Enrico Gasparotto  | Wanty-Groupe Gobert         | z.t.     |
| 10                               | Carlos Barbero     | Caja Rural-Seguros RGA      | z.t.     |
|                                  |                    |                             |          |
| 15                               | Sander Armée       | Lotto Soudal                | z.t.     |

| Algemeen klassement |                    |                             |           |
| Plaats              | Naam               | Ploeg                       | Tijd      |
|                     | Nairo Quintana     | Movistar Team               | 30u50'19" |
| 2                   | Alberto Contador   | Tinkoff                     | + 7"      |
| 3                   | Daniel Martin      | Etixx-Quick Step            | + 17"     |
| 4                   | Richie Porte       | BMC Racing Team             | z.t.      |
| 5                   | Tejay van Garderen | BMC Racing Team             | + 27"     |
| 6                   | Romain Bardet      | AG2R La Mondiale            | + 31"     |
| 7                   | Ilnoer Zakarin     | Team Katjoesja              | + 42"     |
| 8                   | Chris Froome       | Team Sky                    | + 46"     |
| 9                   | Hugh Carthy        | Caja Rural-Seguros RGA      | + 1'01"   |
| 10                  | Rigoberto Urán     | Cannondale Pro Cycling Team | + 1'16"   |
|                     |                    |                             |           |
| 20                  | Louis Vervaeke     | Lotto Soudal                | + 2'12"   |
| 26                  | Robert Gesink      | Team LottoNL-Jumbo          | + 4'55"   |

## Eindklassementen
| Plaats | Naam               | Ploeg                       | Tijd      |
| ------ | ------------------ | --------------------------- | --------- |
|        | Nairo Quintana     | Movistar Team               | 30u50'19" |
| 2      | Alberto Contador   | Tinkoff                     | + 7"      |
| 3      | Daniel Martin      | Etixx-Quick Step            | + 17"     |
| 4      | Richie Porte       | BMC Racing Team             | z.t.      |
| 5      | Tejay van Garderen | BMC Racing Team             | + 27"     |
| 6      | Romain Bardet      | AG2R La Mondiale            | + 31"     |
| 7      | Ilnoer Zakarin     | Team Katjoesja              | + 42"     |
| 8      | Chris Froome       | Team Sky                    | + 46"     |
| 9      | Hugh Carthy        | Caja Rural-Seguros RGA      | + 1'01"   |
| 10     | Rigoberto Urán     | Cannondale Pro Cycling Team | + 1'16"   |
| 11     | Joaquim Rodríguez  | Team Katjoesja              | + 1'22"   |
| 12     | Mikel Nieve        | Team Sky                    | + 1'33"   |
| 13     | Daniel Navarro     | Cofidis                     | + 1'39"   |
| 14     | Fabio Aru          | Astana Pro Team             | + 1'41"   |
| 15     | Davide Formolo     | Cannondale Pro Cycling Team | + 1'45"   |
| 16     | Jarlinson Pantano  | IAM Cycling                 | + 1'52"   |
| 17     | Domenico Pozzovivo | AG2R La Mondiale            | + 1'53"   |
| 18     | Michael Woods      | Cannondale Pro Cycling Team | + 1'56"   |
| 19     | Tanel Kangert      | Astana Pro Team             | + 2'06"   |
| 20     | Louis Vervaeke     | Lotto Soudal                | + 2'12"   |
|        |                    |                             |           |
| 26     | Robert Gesink      | Team LottoNL-Jumbo          | + 4'55"   |

| Plaats     | Naam            | Ploeg              | Punten |
| ---------- | --------------- | ------------------ | ------ |
| Witte trui | Thomas De Gendt | Lotto Soudal       | 15     |
| 2          | Koen Bouwman    | Team LottoNL-Jumbo | 9      |
| 3          | Daniel Martin   | Etixx-Quick Step   | 7      |

| Plaats    | Naam            | Ploeg                  | Punten |
| --------- | --------------- | ---------------------- | ------ |
| Rode trui | Thomas De Gendt | Lotto Soudal           | 117    |
| 2         | Boris Dron      | Wanty-Groupe Gobert    | 97     |
| 3         | Pieter Weening  | Roompot-Oranje Peloton | 66     |

| Plaats | Naam           | Ploeg                       | Tijd      |
| ------ | -------------- | --------------------------- | --------- |
| 1      | Hugh Carthy    | Caja Rural-Seguros RGA      | 30u51'20" |
| 2      | Davide Formolo | Cannondale Pro Cycling Team | + 44"     |
| 3      | Louis Vervaeke | Lotto Soudal                | + 1'11"   |
|        |                |                             |           |
| 24     | Koen Bouwman   | Team LottoNL-Jumbo          | + 57'20"  |

| Ploegenklassement |                             |           |
| Plaats            | Ploeg                       | Tijd      |
|                   | BMC Racing Team             | 92u34'46" |
| 2                 | Cannondale Pro Cycling Team | + 1'08"   |
| 3                 | Team Katjoesja              | + 4'22"   |

## Klassementenverloop
| Etappe       | Winnaar            | Algemeen klassement | Bergklassement  | Puntenklassement | Jongerenklassement | Ploegenklassement  |
| ------------ | ------------------ | ------------------- | --------------- | ---------------- | ------------------ | ------------------ |
| 1            | Nacer Bouhanni     | Nacer Bouhanni      | Cameron Meyer   | Thomas De Gendt  | Louis Vervaeke     | Team Giant-Alpecin |
| 2            | Nacer Bouhanni     | Nacer Bouhanni      | Boris Dron      | Thomas De Gendt  | Louis Vervaeke     | Team Sky           |
| 3            | Daniel Martin      | Daniel Martin       | Boris Dron      | Thomas De Gendt  | Davide Formolo     | BMC Racing Team    |
| 4            | Thomas De Gendt    | Nairo Quintana      | Thomas De Gendt | Thomas De Gendt  | Hugh Carthy        | BMC Racing Team    |
| 5            | Wout Poels         | Nairo Quintana      | Thomas De Gendt | Thomas De Gendt  | Hugh Carthy        | BMC Racing Team    |
| 6            | Davide Cimolai     | Nairo Quintana      | Thomas De Gendt | Thomas De Gendt  | Hugh Carthy        | BMC Racing Team    |
| 7            | Aleksej Tsatevitsj | Nairo Quintana      | Thomas De Gendt | Thomas De Gendt  | Hugh Carthy        | BMC Racing Team    |
| 0Eindstanden | 0Eindstanden       | Nairo Quintana      | Thomas De Gendt | Thomas De Gendt  | Hugh Carthy        | BMC Racing Team    |

1911 · 1912 · 1913 · 1914-1919 · 1920 · 1921-1922 · 1923 · 1924 · 1925 · 1926 · 1927 · 1928 · 1929 · 1930 · 1931 · 1932 · 1933 · 1934 · 1935 · 1936 · 1937 · 1938 · 1939 · 1940 · 1941 · 1942 · 1943 · 1944 · 1945 · 1946 · 1947 · 1948 · 1949 · 1950 · 1951 · 1952 · 1953 · 1954 · 1955 · 1956 · 1957 · 1958 · 1959 · 1960 · 1961 · 1962 · 1963 · 1964 · 1965 · 1966 · 1967 · 1968 · 1969 · 1970 · 1971 · 1972 · 1973 · 1974 · 1975 · 1976 · 1977 · 1978 · 1979 · 1980 · 1981 · 1982 · 1983 · 1984 · 1985 · 1986 · 1987 · 1988 · 1989 · 1990 · 1991 · 1992 · 1993 · 1994 · 1995 · 1996 · 1997 · 1998 · 1999 · 2000 · 2001 · 2002 · 2003 · 2004 · 2005 · 2006 · 2007 · 2008 · 2009 · 2010 · 2011 · 2012 · 2013 · 2014 · 2015 · 2016 · 2017 · 2018 · 2019 · 2020 · 2021 · 2022 · 2023 · 2024
 Tour Down Under · 
 Parijs-Nice · 
 Tirreno-Adriatico · 
 Milaan-San Remo ·
 E3 Harelbeke ·
 Ronde van Catalonië ·
 Gent-Wevelgem ·
 Ronde van Vlaanderen ·
 Ronde van Baskenland ·
 Parijs-Roubaix ·
 Amstel Gold Race ·
 Waalse Pijl ·
 Luik-Bastenaken-Luik ·
 Ronde van Romandië ·
 Ronde van Italië ·
 Critérium du Dauphiné ·
 Ronde van Zwitserland ·
 Ronde van Frankrijk ·
 Ronde van Polen ·
 Clásica San Sebastián ·
 EuroEyes Cyclassics ·
 GP Ouest-France Plouay ·
 GP van Quebec ·
 GP van Montreal ·
 Ronde van Spanje ·
  Eneco Tour ·
 Ronde van Lombardije